# Església de Sant Pere de Petra
L'església parroquial de Sant Pere és un edifici religiós majoritàriament d'estil gòtic que està situada a l'extrem nord de la vila, just al cap del carrer Major de Petra.
L'església és un monument gòtic, edificat paradoxalment, durant els períodes del renaixement i del barroc, entre els segles xvi i xvii. L'inici de la construcció es data al segle xiv a partir dels models gòtics imperants a l'època i sobre el solar de la primitiva església, que ja es troba documentada el 1248 sota la mateixa advocació de Sant Pere.
Les dimensions i la perfecció d'aquest temple ens demostren que Petra va ser un poble molt pròsper en èpoques passades.

## Galeria Fotogràfica

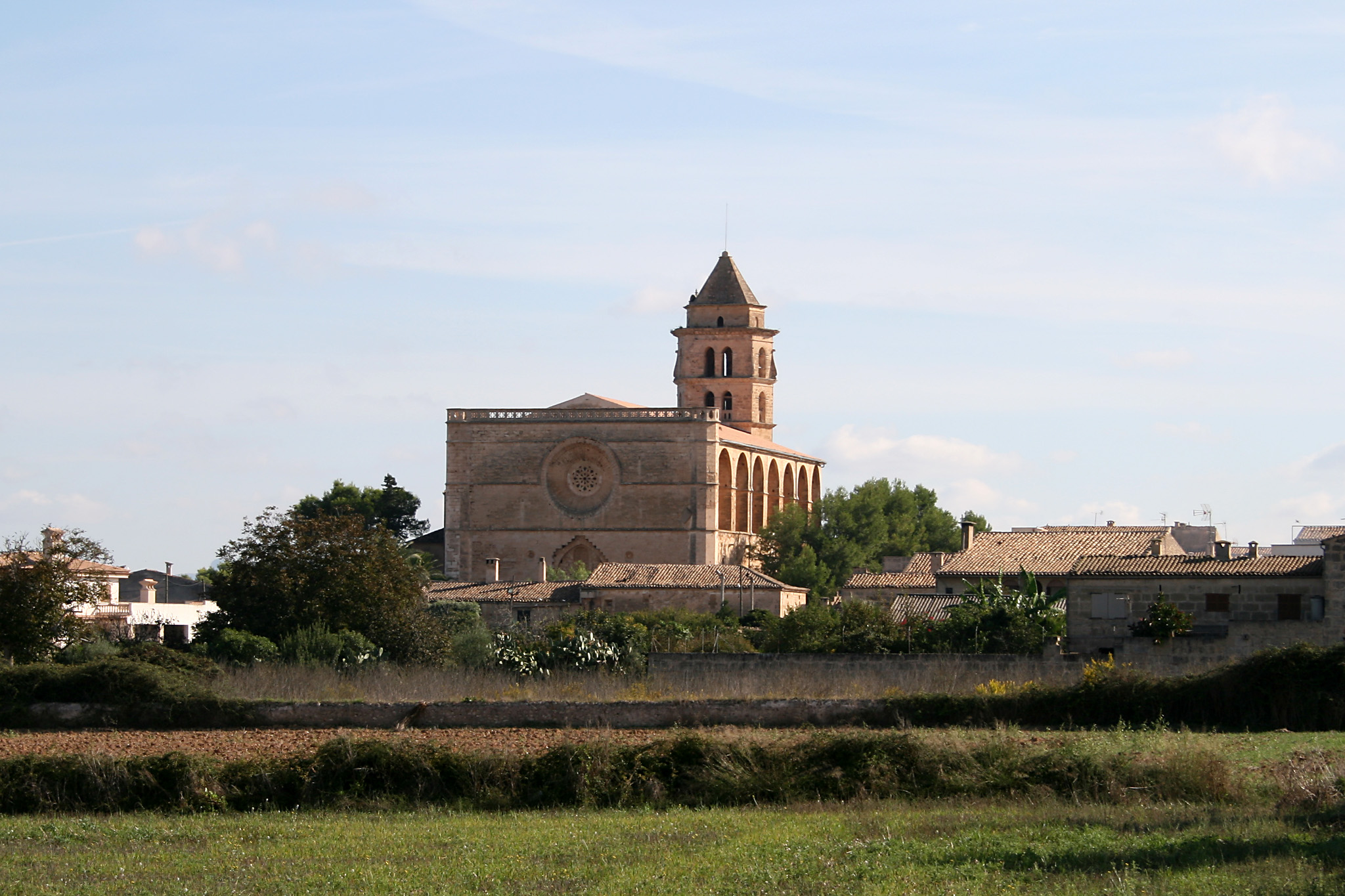
Vista de lluny
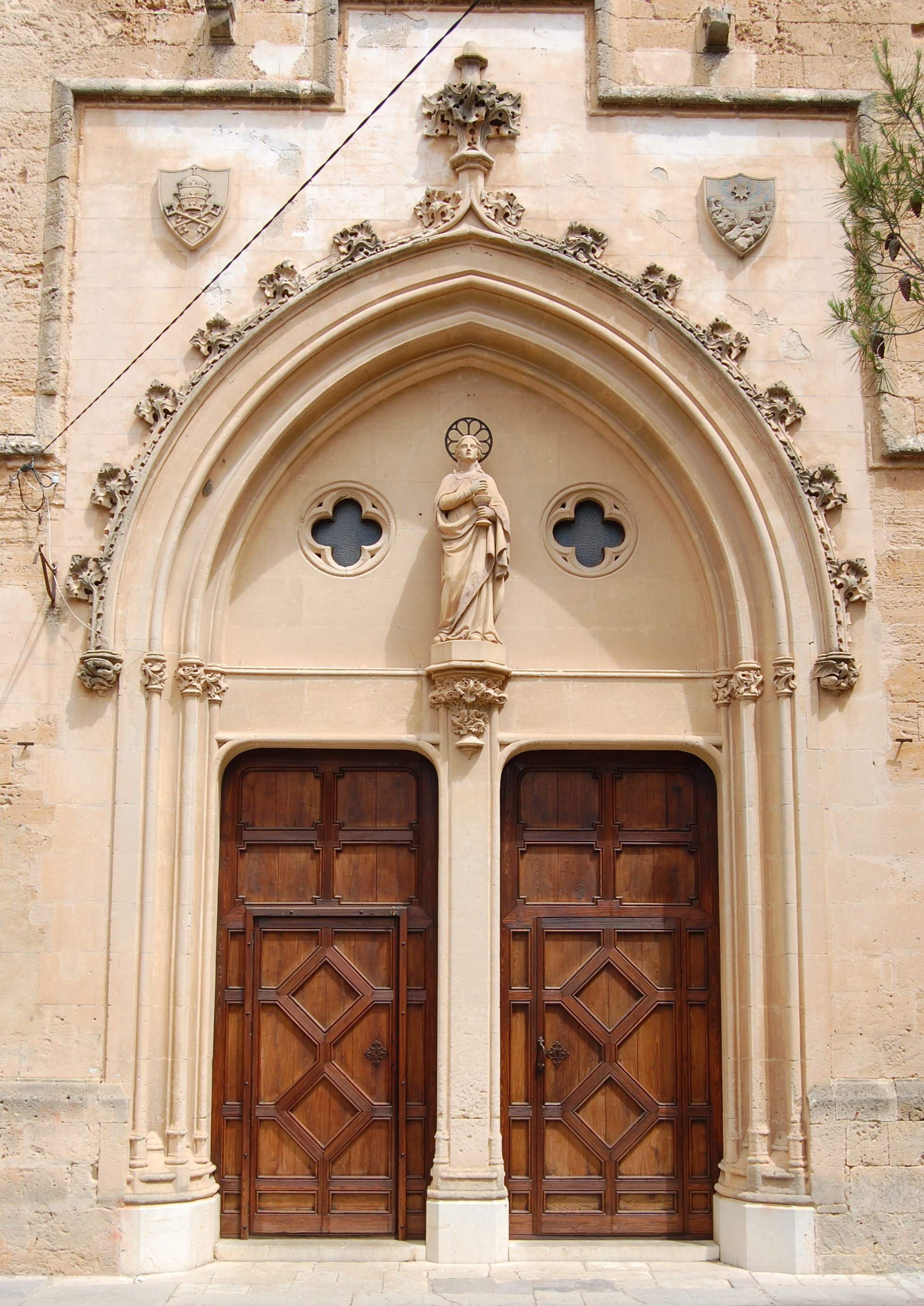
Façana Lateral